# Баблоян, Ирина Арамовна
Ири́на Ара́мовна Баблоя́н (род. 1 декабря 1986, Тбилиси) — российская журналистка, ведущая радиостанции «Эхо Москвы».

## Биография
Родилась 1 декабря 1986 года в Тбилиси, Грузия. Баблоян журналистка во втором поколении, оба её родителя работали журналистами. Её отец — Арам Сергеевич, по национальности армянин. Мать — Татьяна Викторовна, армянка наполовину. Когда Баблоян было 12 лет, их семья перебралась в Россию, в город Зеленоград.
Окончив школу, Ирина поступила в Московский педагогический государственный университет по специальности «преподаватель русского языка и литературы». Учась на 3 курсе вуза, она начала работать на радиостанции «Эхо Москвы». Сначала она была секретарём-референтом, затем перешла в редакцию. Впоследствии стала выходить в прямой эфир.
После ликвидации «Эха Москвы» Ирина вместе с командой закрытой радиостанции перешла работать на YouTube-канал «Живой гвоздь», где продолжает вести прямые эфиры почти каждый день. Ведёт ежедневную рубрику «Утренний разворот», а также еженедельную программу «В человеческом измерении» с психологом Леонидом Гозманом.
Согласно расследованию The Insider, в октябре 2022 года Ирина Баблоян подверглась экзогенному отравлению неизвестным химическим веществом. Схожесть её симптомов с симптомами, описанными журналисткой Еленой Костюченко из «Новой газеты», позволяет предположить, что в обоих случаях мог использоваться тот же или схожий отравляющий агент. По симптоматике отравления наиболее вероятно было использовано хлорорганическое соединение, такое, например, как дихлорэтан.
18 апреля 2025 года признана Министерством юстиции РФ «иностранным агентом».

## Личная жизнь
Любит заниматься спортом, в частности бегом, пробегала марафон.